# 柏林，我愛你
《柏林，我愛你》（英語：Berlin I Love you）是2019年的浪漫愛情電影，該電影採群戲的形式呈現，並由德國及美國聯合製作。這部電影是「城市的愛」（Cities of Love）系列中的其中一部，這系列電影由Emmanuel Benbihy編寫。
該片於2019年2月8日由沙邦影視公司發行。

## 演員
- 海倫·米蘭 飾演 瑪格瑞
- 綺拉奈特莉 飾演 珍
- 米基·洛克 飾演 吉米
- 狄亞哥·盧納飾演 傑哥皇后
- 吉姆·史特哲斯 飾演 加爾德
- 黛安娜·艾格倫 飾演 卡塔莉娜
- Rafaëlle Cohen 飾演 莎菈
- 珍娜·戴溫 飾演 曼蒂
- 東妮·伽姆 飾演 伊瑟
- 西碧柯綺莉 飾演 亞斯歐
- 漢娜蘿蕾·艾爾斯納 飾演 馬達恩玫瑰
- 羅伯特·斯達洛博 飾演 丹米爾
- 艾蜜莉·碧崔 飾演 漢娜
- 盧克·威爾遜 飾演 布魯克林斯
- 夏洛特·勒彭 飾演 玫瑰
- 伊萬·瑞恩 飾演 格雷克
- 諾蘭·傑拉德·馮克 飾演 妮可
- 茱莉亞·迭澤 飾演 塔尼亞
- Nikolai Kinski 飾演 亞力斯特
- 亞歷山大布萊克 飾演 瑟林姆
- 西爾維斯特·格洛斯 飾演 弗洛斯區
- 維羅尼卡·費瑞爾 飾演 艾洛斯
- 馬克斯·拉伯 飾演 他自己
- 卡洛·史裘勒 飾演 萊拉
- 納福西卡·潘 飾演 蘇非
- 科斯塔斯·桑默 飾演 代理人
- 菲琳·羅根 飾演 安妮
- Yvonne Maria Schäfer 飾演 珍妮絲
- 海蒂·潘妮迪亞 飾演 安吉 (uncredited)

## 製作
2017年10月，宣布開始拍攝城市之愛系列電影，估計將在11月完成拍攝。 並宣布海倫·美蘭， 綺拉·奈特莉,吉姆·史特格斯, 米基洛克和 狄亞哥盧納 等演員將加入電影陣容。艾蜜莉·碧崔也在2018年宣布加入這部電影。 盧克·威爾遜導演分享了一段電影預告,裡面包含演員伊萬瑞恩。
2018年5月, 沙邦影視公司獲得電影的播送權。
2019年2月,藝術家 艾未未 聲稱他在柏林，我爱你的片段遭到刪減。"

## 反響
影評人對該片給了一些負評。在爛番茄上該片在16個評價中平均獲得3.8分/10分。而在Metacritic網站上，电影獲得34分，通常這個分數代表"不太受喜愛"。

## 外部連結
- 互联网电影数据库（IMDb）上《柏林，我愛你》的资料（英文）
- 爛番茄上《柏林，我愛你》的資料（英文）
- Yahoo奇摩電影上《柏林，我愛你》的資料（繁體中文）